# Amir Gurbani
Amir Aliýewiç Gurbani (Aşgabat, 24 ottobre 1987) è un calciatore turkmeno, centrocampista dell'Ahal e della nazionale turkmena.

## Statistiche

### Cronologia presenze e reti in nazionale
| Cronologia completa delle presenze e delle reti in nazionale ― Turkmenistan | Cronologia completa delle presenze e delle reti in nazionale ― Turkmenistan | Cronologia completa delle presenze e delle reti in nazionale ― Turkmenistan | Cronologia completa delle presenze e delle reti in nazionale ― Turkmenistan | Cronologia completa delle presenze e delle reti in nazionale ― Turkmenistan | Cronologia completa delle presenze e delle reti in nazionale ― Turkmenistan | Cronologia completa delle presenze e delle reti in nazionale ― Turkmenistan | Cronologia completa delle presenze e delle reti in nazionale ― Turkmenistan |
| Data                                                                        | Città                                                                       | In casa                                                                     | Risultato                                                                   | Ospiti                                                                      | Competizione                                                                | Reti                                                                        | Note                                                                        |
| --------------------------------------------------------------------------- | --------------------------------------------------------------------------- | --------------------------------------------------------------------------- | --------------------------------------------------------------------------- | --------------------------------------------------------------------------- | --------------------------------------------------------------------------- | --------------------------------------------------------------------------- | --------------------------------------------------------------------------- |
| 25-3-2011                                                                   | Kuala Lumpur                                                                | Turkmenistan                                                                | 1 – 1                                                                       | India                                                                       | Qual. AFC Challenge Cup 2012                                                | -                                                                           | 69’                                                                         |
| 24-10-2012                                                                  | Ho Chi Minh                                                                 | Vietnam                                                                     | 0 – 1                                                                       | Turkmenistan                                                                | Amichevole                                                                  | -                                                                           | 59’                                                                         |
| 23-8-2017                                                                   | Doha                                                                        | Qatar                                                                       | 2 – 1                                                                       | Turkmenistan                                                                | Amichevole                                                                  | -                                                                           | 70’                                                                         |
| 10-10-2019                                                                  | Beirut                                                                      | Libano                                                                      | 2 – 1                                                                       | Turkmenistan                                                                | Qual. Mondiali 2022                                                         | -                                                                           |                                                                             |
| 14-11-2019                                                                  | Aşgabat                                                                     | Turkmenistan                                                                | 3 – 1                                                                       | Corea del Nord                                                              | Qual. Mondiali 2022                                                         | -                                                                           |                                                                             |
| 19-11-2019                                                                  | Aşgabat                                                                     | Turkmenistan                                                                | 2 – 0                                                                       | Sri Lanka                                                                   | Qual. Mondiali 2022                                                         | -                                                                           |                                                                             |
| Totale                                                                      |                                                                             | Presenze                                                                    | 6                                                                           |                                                                             | Reti                                                                        | 0                                                                           |                                                                             |

## Palmarès

### Club

#### Competizioni nazionali
- Campionato turkmeno: 1

Aşgabat: 2008
- Campionato kirghiso: 1

Dordoi Biškek: 2018
- Coppa del Kirghizistan: 1

Dordoi Biškek: 2018

#### Competizioni internazionali
- Coppa del Presidente dell'AFC: 1

Balkan: 2013